# Espín (Santa Fe)
Espín es un distrito dependiente de la Ciudad de Vera, departamento Vera, provincia de Santa Fe, Argentina. 
Se encuentra a unos 167 metros de altitud y cuenta con una población de aproximadamente 300 habitantes.
El pueblo cuenta con un dispensario de Salud, una capilla, un destacamento policial, un lavadero para vehículos,etc.- por el momento no cuenta con una "estación de servicios-combustible".
Escuelas: Escuela Nro 8211 Escuela de La Familia Agrícola nivel : Secundario.
Seguridad: Destacamento dependiente de la Comisaría 1.ª de la Unidad Regional XIX de Vera-Sta Fe.- a cargo de un solo policía por el momento.-